# (3702) Trubetskaya
(3702) Trubetskaya est un astéroïde de la ceinture principale.

## Description
(3702) Trubetskaya est un astéroïde de la ceinture principale. Il fut découvert le 3 juillet 1970 à Nauchnyj par Lioudmila Tchernykh. Il présente une orbite caractérisée par un demi-grand axe de 2,62 UA, une excentricité de 0,24 et une inclinaison de 15,6° par rapport à l'écliptique.

## Compléments